# Hemdijk (Sneek)
De Hemdijk is een wijk binnen de stad Sneek in de Nederlandse provincie Friesland. De wijk telt (in 2023) 1.200 inwoners en heeft een oppervlakte van 196 hectare (waarvan 4 hectare water).

## Ligging en bereikbaarheid
De wijk grenst in het noorden aan de wijken Noorderhoek I en Noorderhoek II, in het oosten door de Stationsbuurt (Sneek) aan de Binnenstad, in het zuiden aan de Stadsrondweg Zuid en in het westen aan de Industrieterrein De Hemmen.
De gelijknamige weg Hemdijk is de hoofdader van de wijk. Een andere grotere verkeersader in de wijk is de Bolswarderweg, die de verbinding vormt met de Prins Hendrikkade en de uitvalswegen richting de A7. Deze weg vormt tevens de noordelijke wijkgrens. De wijk wordt in het oosten deels begrensd door het natuurgebied Spoordok.
Direct naast de wijk ligt het treinstation en het busstation van Sneek.

## Bebouwing en historie
Een hem is een binnenpolder, welke na de verbetering van de waterstaatkundigheid werden vervangen door zeedijken. Een hemdijk is een dijk die de hem beschermde, in het geval van Sneek tegen het water van de Middelzee.
Woningen in de Hemdijk hebben een statig karakter, dit geldt vooral voor de woningen aan de Hemdijk (straat) en Bolswarderweg. Groot kenmerk van de wijk is het Bogerman College, waarvan de bouw in 1956 gereed was. In de wijk bevond zich ook de Detailhandelsschool, welke later Friese Poort zou worden genoemd. De wijk zou later diverse malen worden uitgebreid.
Op het uiterste zuidoostelijke puntje van de wijk ligt het Aquaduct De Geeuw. In het westen van de wijk, achter de Bogerman, ligt het Antonius Ziekenhuis.

### Straatnaamverklaring
De namen van de Hemdijk hebben een link met water en weidevogels.

### Bezienswaardigheden
In de wijk bevinden zich geen rijksmonumenten. Het natuurgebied Spoordok is een van de bezienswaardigheden in de nabije omgeving.

## Voorzieningen
Onder meer de volgende voorzieningen bevinden zich in de wijk:
- Het Antonius Ziekenhuis
- Het Bogerman College
- Busstation Sneek
- Treinstation Sneek
- Het Aquaduct De Geeuw

Wijken:
Binnenstad ·
Bomenbuurt ·
De Domp ·
De Loten ·
Duinterpen ·
Harinxmaland ·
Hemdijk ·
Het Eiland ·
De Hemmen ·
Houkesloot ·
It Ges ·
Lemmerweg-Oost ·
Lemmerweg-West ·
Leeuwarderweg ·
Noorderhoek I ·
Noorderhoek II ·
Noordoosthoek ·
Oudvaart ·
Pasveer ·
Poort van Sneek ·
Sperkhem ·
Stadsfenne ·
Stationsbuurt ·
Tinga ·
Zwetteplan
Buurten:
Malta ·
Spitaal ·
Tuindorp